# Большая Пельпахта
Большая Пельпахта — деревня в Бабаевском районе Вологодской области.
Входит в состав Борисовского сельского поселения (с 1 января 2006 года по 13 апреля 2009 года входила в Новолукинское сельское поселение), с точки зрения административно-территориального деления — в Новолукинский сельсовет.
Расстояние до районного центра Бабаево по автодороге — 92 км, до центра муниципального образования села Борисово-Судское по прямой — 23 км. Ближайший населённый пункт — Малая Пельпахта.
По переписи 2002 года население — 25 человек (13 мужчин, 12 женщин). Преобладающая национальность — русские (96 %).